# 코코아스튜디오
코코아스튜디오(cocoastudio)는 2010년 12월 1일에 설립된 스타트업 기업으로 누구나 쉽고 빠르게 인터넷 서비스를 만들고 이용할 수 있는 것을 목표로 한 개발자 중심의 기술 기업이다. 이수모 대표이사와 유창구 기술이사 등에 의해 설립되었으며, 처음에는 웹에이전시 일을 하다가 모바일 열풍을 타고 2011년 12월 30일 코코아앰 이라는 서비스를 런칭하였다.
코코아스튜디오라는 이름은 애플의 iOS 개발시 사용되는 객체 지향 응용 프로그램 API인 코코아(Cocoa)에서 가져왔다.